# 595 (číslo)
Pět set devadesát pět je přirozené číslo. Následuje po čísle pět set devadesát čtyři a předchází číslu pět set devadesát šest. Římskými číslicemi se zapisuje DXCV a řeckými číslicemi φϟε.

## Matematika
595 je:
- Deficientní číslo
- Složené číslo
- Palindromické číslo
- Nešťastné číslo

## Astronomie
- (595) Polyxena je planetka hlavního pásu, kterou objevil v roce 1906 August Kopff

## Ostatní
- +595 je mezinárodní telefonní předvolba Paraguaye

## Roky
- 595
- 595 př. n. l.